# Ugerevyen Danmark 29-30
|  | Denne artikel er oprettet af botten Steenthbot ud fra en ekstern database. Den kan derfor have sproglige fejl eller mangler. Denne skabelon kan fjernes efter kontrol af indholdet. |

Ugerevyen Danmark 29-30 er en dansk dokumentarisk optagelse fra 1918.

## Handling
1) 24. februar 1918 stødte den spanske damper "Igotz Mendi" på grund ud for Højen Fyr ved Skagen. Den spanske besætning, det tyske prisemandskab og de ombordværende fanger reddes i land og indkvarteres forskellige steder i Skagen. 2) Fra Christiansborg - Højesterets bygning står snart klar. 3) De sidste spor af Aborreparken forsvinder. 4) Træauktion i Frederiksberg have 2. marts 1918. 5) Eksplosion i en kedel på Vulkaniseringsværket ved Køge 2. marts 1918. 6) Kendte politikere: Folketingsmand I.C. Christensen (Jens Christian Christensen) og folketingsmand Hans Nielsen. 7) Forårstegn: blomster. 8) Landbohøjskolens årsfest 8. marts 1918: Professor H.O.G. Ellinger og frue, Kong Christian X ankommer, folketingsmand Klaus Berntsen og stabsdyrlæge Christian Lauritz Friis. 9) Det unge Danmark: en børnehave er ude at gå tur med deres frøkener. 10) Skibe i havnen klargøres til sæsonen. 11) Spejdere i Københan marcherer op foran Rådhuset 9. marts 1918 og tilbyder at dyrke kartofler i den kommende sæson. 12) Kendte politikere: Folketingsmand toldinspektør Ivar M. Berendsen og folketingsmand Frederik Sporon-Fiedler. 13) Sommerlyst ruster sig til sommeren. Bygning sættes i stand. 14) Københavns frivillige militære korps holder øvelse i egnen omkring Søborg.

## Medvirkende
- Kong Christian X